# Jalogny
Ne doit pas être confondu avec Jaligny.
Jalogny est une commune française située dans le département de Saône-et-Loire, en région Bourgogne-Franche-Comté.

## Géographie

### Climat
Pour des articles plus généraux, voir Climat de la Bourgogne-Franche-Comté et Climat de Saône-et-Loire.
En 2010, le climat de la commune est de type climat océanique dégradé des plaines du Centre et du Nord, selon une étude du Centre national de la recherche scientifique s'appuyant sur une série de données couvrant la période 1971-2000. En 2020, Météo-France publie une typologie des climats de la France métropolitaine dans laquelle la commune est dans une zone de transition entre le climat océanique altéré et le climat océanique altéré et est dans la région climatique Bourgogne, vallée de la Saône, caractérisée par un bon ensoleillement (1 900 h/an), un été chaud (18,5 °C), un air sec au printemps et en été et des vents faibles.
Pour la période 1971-2000, la température annuelle moyenne est de 11,3 °C, avec une amplitude thermique annuelle de 17,6 °C. Le cumul annuel moyen de précipitations est de 831 mm, avec 11,3 jours de précipitations en janvier et 7,2 jours en juillet. Pour la période 1991-2020, la température moyenne annuelle observée sur la station météorologique installée sur la commune est de 11,2 °C et le cumul annuel moyen de précipitations est de 873,4 mm. 
La température maximale relevée sur cette station est de 39,6 °C, atteinte le 12 août 2003 ; la température minimale est de −21,6 °C, atteinte le 17 janvier 1985,,.
| Mois                                  | jan.             | fév.             | mars          | avril         | mai             | juin          | jui.           | août           | sep.          | oct.          | nov.             | déc.            | année      |
| ------------------------------------- | ---------------- | ---------------- | ------------- | ------------- | --------------- | ------------- | -------------- | -------------- | ------------- | ------------- | ---------------- | --------------- | ---------- |
| Température minimale moyenne (°C)     | −0,3             | −0,4             | 1,5           | 3,8           | 7,9             | 11,4          | 13,1           | 12,6           | 9,1           | 6,8           | 2,8              | 0,5             | 5,7        |
| Température moyenne (°C)              | 3,1              | 3,9              | 7,2           | 10,1          | 14,3            | 18            | 20             | 19,7           | 15,5          | 11,8          | 6,7              | 3,8             | 11,2       |
| Température maximale moyenne (°C)     | 6,5              | 8,2              | 12,9          | 16,5          | 20,6            | 24,6          | 26,8           | 26,7           | 22            | 16,7          | 10,6             | 7               | 16,6       |
| Record de froid (°C) date du record   | −21,6 17.01.1985 | −17,6 19.02.1985 | −13 01.03.05  | −8 08.04.03   | −2,7 01.05.1984 | 0,9 03.06.06  | 3,5 04.07.1984 | 1,5 25.08.1980 | −0,4 29.09.02 | −8 31.10.1997 | −11,1 23.11.1993 | −19,1 20.12.09  | −21,6 1985 |
| Record de chaleur (°C) date du record | 18,5 10.01.15    | 20,4 24.02.21    | 24,7 31.03.21 | 28,1 21.04.18 | 32,8 20.05.22   | 37,5 27.06.19 | 38,7 24.07.19  | 39,6 12.08.03  | 35 10.09.23   | 31,4 09.10.23 | 22 12.11.18      | 19,6 16.12.1989 | 39,6 2003  |
| Précipitations (mm)                   | 61,6             | 52,6             | 55,7          | 68,1          | 82,1            | 76,3          | 79,3           | 73,3           | 71,4          | 88,1          | 93,6             | 71,3            | 873,4      |

| Diagramme climatique                                  |             |             |             |             |              |              |              |           |             |             |          |
| J                                                     | F           | M           | A           | M           | J            | J            | A            | S         | O           | N           | D        |
| 6,5−0,361,6                                           | 8,2−0,452,6 | 12,91,555,7 | 16,53,868,1 | 20,67,982,1 | 24,611,476,3 | 26,813,179,3 | 26,712,673,3 | 229,171,4 | 16,76,888,1 | 10,62,893,6 | 70,571,3 |
| Moyennes : • Temp. maxi et mini °C • Précipitation mm |             |             |             |             |              |              |              |           |             |             |          |

Les paramètres climatiques de la commune ont été estimés pour le milieu du siècle (2041-2070) selon différents scénarios d'émission de gaz à effet de serre à partir des nouvelles projections climatiques de référence DRIAS-2020. Ils sont consultables sur un site dédié publié par Météo-France en novembre 2022.

## Urbanisme

### Typologie
Au 1er janvier 2024, Jalogny est catégorisée commune rurale à habitat dispersé, selon la nouvelle grille communale de densité à sept niveaux définie par l'Insee en 2022.
Elle est située hors unité urbaine. Par ailleurs la commune fait partie de l'aire d'attraction de Mâcon, dont elle est une commune de la couronne,. Cette aire, qui regroupe 105 communes, est catégorisée dans les aires de 50 000 à moins de 200 000 habitants,.

### Occupation des sols
L'occupation des sols de la commune, telle qu'elle ressort de la base de données européenne d’occupation biophysique des sols Corine Land Cover (CLC), est marquée par l'importance des territoires agricoles (78,7 % en 2018), une proportion sensiblement équivalente à celle de 1990 (79 %). La répartition détaillée en 2018 est la suivante : prairies (67,7 %), forêts (21 %), zones agricoles hétérogènes (11 %), zones urbanisées (0,3 %). L'évolution de l’occupation des sols de la commune et de ses infrastructures peut être observée sur les différentes représentations cartographiques du territoire : la carte de Cassini (XVIIIe siècle), la carte d'état-major (1820-1866) et les cartes ou photos aériennes de l'IGN pour la période actuelle (1950 à aujourd'hui).

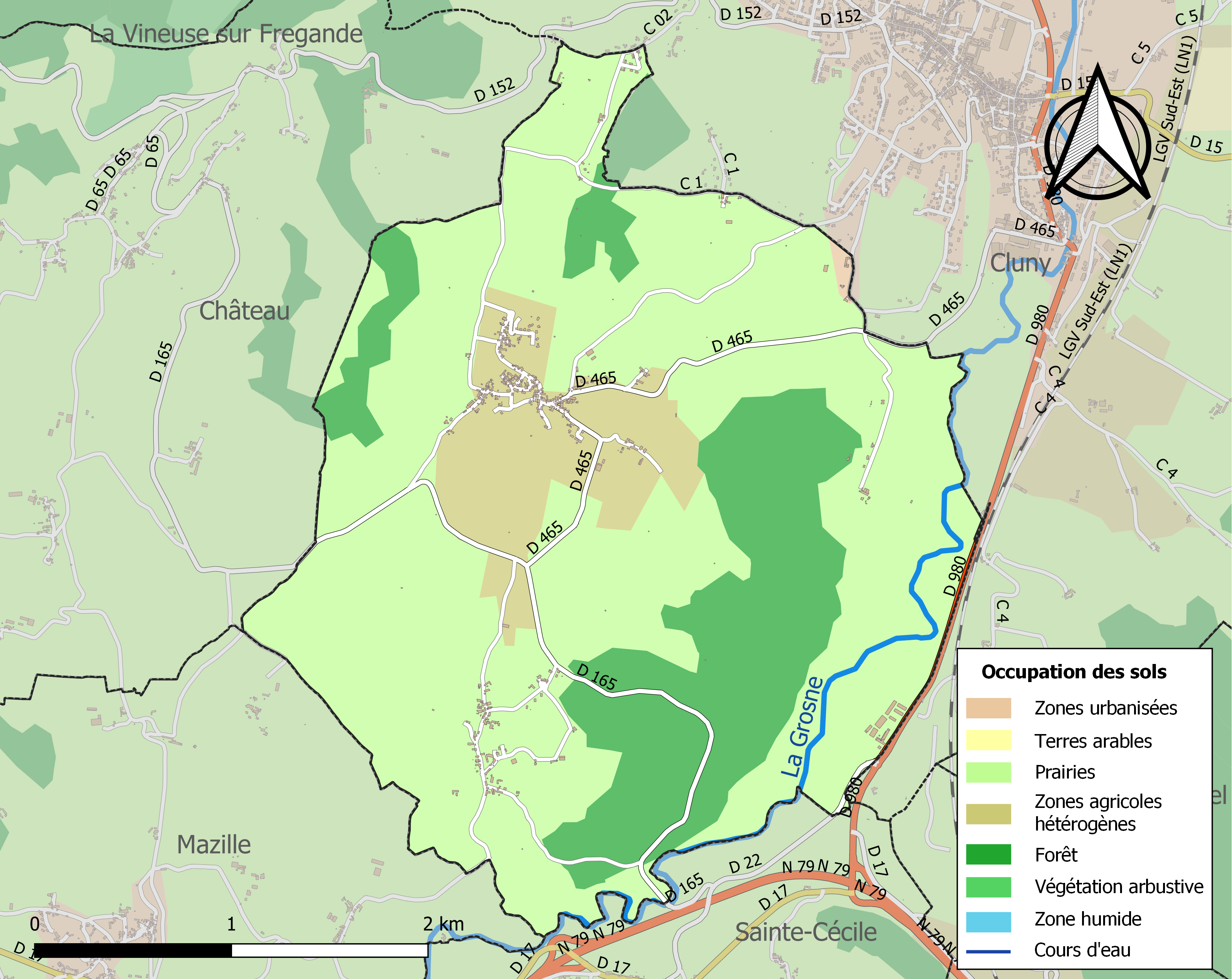
Carte des infrastructures et de l'occupation des sols de la commune en 2018 (CLC).

## Politique et administration
| Période                                  | Période       | Identité         | Étiquette | Qualité |
| ---------------------------------------- | ------------- | ---------------- | --------- | ------- |
| 1998                                     | novembre 2006 | Yves Lapillone   |           |         |
| novembre 2006                            | mars 2010     | Daniel Gelin     |           |         |
| mars 2010                                | mars 2014     | Pierre Danière   |           |         |
| mars 2014                                | en cours      | Patrick Taupenot |           |         |
| Les données manquantes sont à compléter. |               |                  |           |         |

## Démographie
L'évolution du nombre d'habitants est connue à travers les recensements de la population effectués dans la commune depuis 1793. Pour les communes de moins de 10 000 habitants, une enquête de recensement portant sur toute la population est réalisée tous les cinq ans, les populations de référence des années intermédiaires étant quant à elles estimées par interpolation ou extrapolation. Pour la commune, le premier recensement exhaustif entrant dans le cadre du nouveau dispositif a été réalisé en 2005.

En 2022, la commune comptait 398 habitants, en évolution de +12,43 % par rapport à 2016 (Saône-et-Loire : −1,06 %, France hors Mayotte : +2,11 %).
| 1793 | 1800 | 1806 | 1821 | 1831 | 1836 | 1841 | 1846 | 1851 |
| ---- | ---- | ---- | ---- | ---- | ---- | ---- | ---- | ---- |
| 537  | 559  | 579  | 592  | 592  | 524  | 539  | 529  | 561  |

| 1856 | 1861 | 1866 | 1872 | 1876 | 1881 | 1886 | 1891 | 1896 |
| ---- | ---- | ---- | ---- | ---- | ---- | ---- | ---- | ---- |
| 534  | 533  | 532  | 532  | 513  | 510  | 508  | 485  | 448  |

| 1901 | 1906 | 1911 | 1921 | 1926 | 1931 | 1936 | 1946 | 1954 |
| ---- | ---- | ---- | ---- | ---- | ---- | ---- | ---- | ---- |
| 451  | 448  | 413  | 346  | 320  | 294  | 288  | 291  | 258  |

| 1962 | 1968 | 1975 | 1982 | 1990 | 1999 | 2005 | 2006 | 2010 |
| ---- | ---- | ---- | ---- | ---- | ---- | ---- | ---- | ---- |
| 243  | 221  | 246  | 257  | 270  | 260  | 307  | 308  | 323  |

| 2015 | 2020 | 2022 | - | - | - | - | - | - |
| ---- | ---- | ---- | - | - | - | - | - | - |
| 352  | 396  | 398  | - | - | - | - | - | - |

## Culture locale et patrimoine

### Lieux et monuments

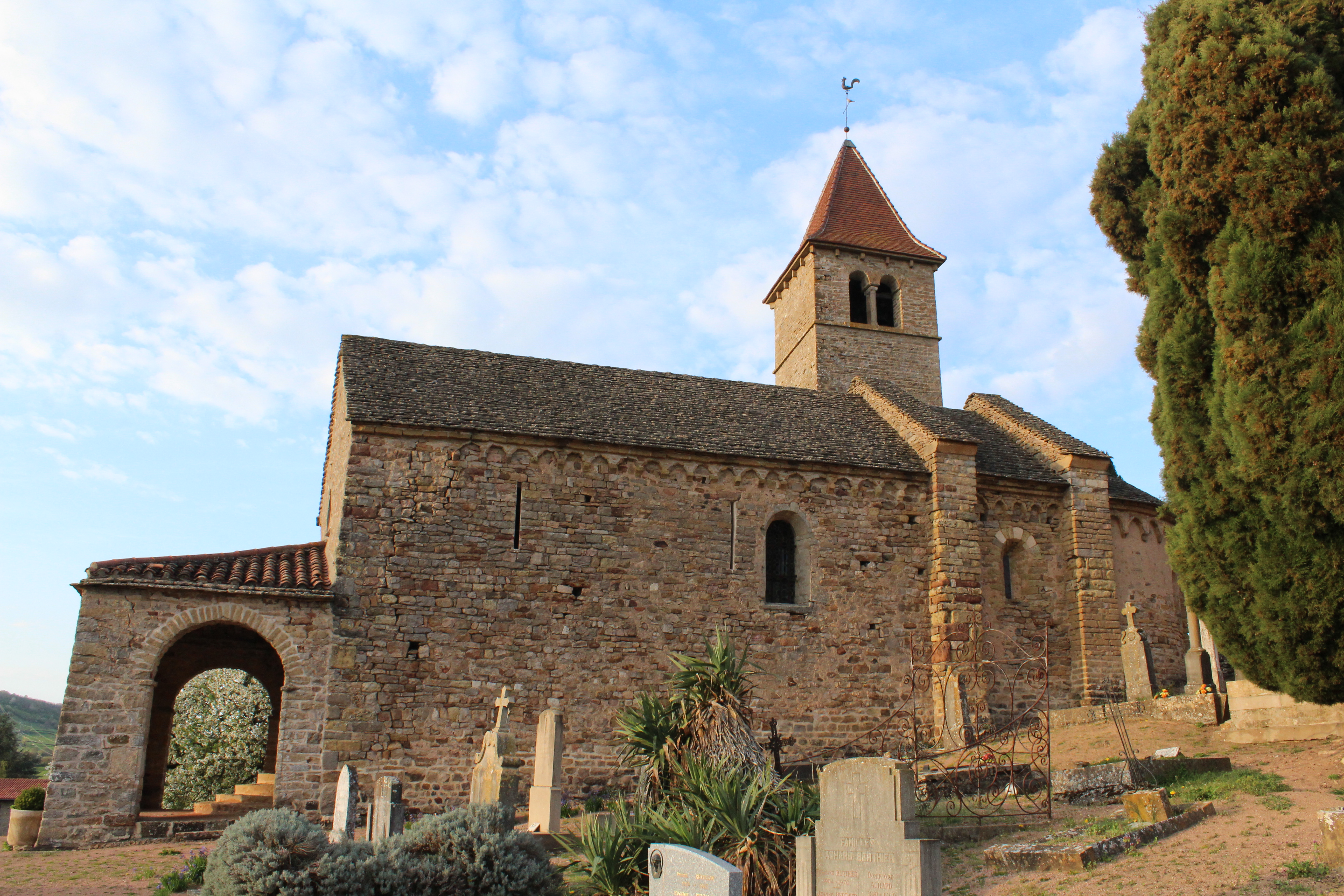
Église Saint-Jean-l'Évangéliste du hameau de Vaux.

- L'église romane Saint-Valentin de Jalogny[16], jadis intégrée à un doyenné de l'abbaye de Cluny dont l'existence est attestée en l'an 1100[17].
- Au hameau de Vaux : l'église Saint-Jean-l'Évangéliste, ancienne église romane (communément dénommée « la chapelle de Vaux ») dont le chœur est du XIe siècle et la nef, ainsi que l'abside, du XIIe siècle[18]. S'y trouve un vitrail réalisé d'après un dessin de l'artiste Michel Bouillot[19]. Cette église a fait l’objet de travaux de restauration importants en 1990, avec, en particulier, la suppression de la sacristie du XIXe siècle et la réfection du toit en lave[20].
- Au hameau de Vaux, à l’est du cimetière : une ferme dont le bâtiment le plus ancien date du XIVe siècle et qui dépendait jadis de l’abbaye de Cluny.

## Pour approfondir